# Sphenometopa luridimacula
Sphenometopa luridimacula är en tvåvingeart som beskrevs av Chao och Zhang 1988. Sphenometopa luridimacula ingår i släktet Sphenometopa och familjen köttflugor. Inga underarter finns listade i Catalogue of Life.